# John Collins Warren
Pour les articles homonymes, voir John Collins, Collins et Warren.
John Collins Warren (né le 1er août 1778 et mort le 4 mai 1856 à Boston) est le chirurgien américain le plus influent de la première moitié du XIXe siècle. Il est surtout connu pour avoir été le premier chirurgien à opérer sous anesthésie, le 16 octobre 1846.
C'est aussi le fondateur du premier hôpital universitaire américain (1811) et du New England Journal of Medecine (1812). Il est le promoteur d'une médecine fondée sur l'anatomie pathologique, à l'exemple de ce qui se faisait en Europe.
C'est également un théoricien de l'anthropologie raciale justifiant une hiérarchie des races dans le contexte d'une conquête de l'Ouest et de l'esclavage aux États-Unis.

## Contexte
La première école médicale des colonies britanniques américaines est celle de Philadelphie fondée en 1765 (devenue école médicale de l'université de Pennsylvanie) suivie par celle de New York en 1767 (devenue école médicale de l'université Columbia). La première école postcoloniale est la Harvard Medical School fondée à Cambridge (Massachusetts) en 1782 (déplacée à Boston en 1816).
L'enseignement médical américain était faible en quantité (guère plus de 200 médecins diplômés par ces écoles au XVIIIe siècle) et en qualité (il n'y avait pas d'hôpital dédié). Tout étudiant américain ambitieux terminait sa formation en Europe, principalement à Édimbourg, puis dans la première moitié du XIXe siècle à Paris,.
Cette période de l'histoire américaine est dite antebellum (celle d'avant la guerre de Sécession). Elle se caractérise, après l'achat de la Louisiane en 1803, par une expansion territoriale rapide avec une forte croissance des écoles médicales et du nombre des médecins formés « à l'européenne » (dans les seules années 1850, plus de 17 000 médecins diplômés par ces écoles aux États-Unis).

## Biographie

### Origine et formation
John Collins Warren nait le 1er août 1778 à Boston  d'une famille médicale. Son père est John Warren, médecin célèbre, professeur à Harvard, et fondateur de la Harvard Medical School en 1782,. Son oncle paternel est Joseph Warren, médecin-général tué à la bataille de Bunker Hill en 1775 . Sa mère est Abigail Collins, originaire de Providence. Conformément à l'usage de l'époque, John Collins Warren, en tant que premier-né, porte le nom de sa mère en nom intermédiaire.
Diplômé du Harvard College en 1797, le jeune Warren commence à étudier la médecine auprès de son père. De 1799 à 1802, il poursuit ses études médicales en Europe (Londres, Édimbourg et Paris). Il suit l'enseignement des plus grands maîtres de l'époque. À Londres, il est l'élève d'Astley Cooper, puis à Édimbourg de Charles Bell, John Bell et Alexander Moro, et enfin à Paris de Guillaume Dupuytren et de Jean-Nicolas Corvisart.
À son retour en Amérique en 1802, il assiste son père dans ses cours, dissections et démonstrations anatomiques à la Harvard Medical School.

### Carrière
En 1809, il est nommé professeur adjoint d'anatomie et de chirurgie, puis, à la mort de son père en 1815, il lui succède à la chaire d'Anatomie et de Chirurgie, poste qu'il gardera jusqu'à sa retraite en 1847. 
En 1811, avec James Jackson (médecin) (en), il fonde le Massachusetts General Hospital où il sert comme premier chirurgien. 
L'année suivante, ils fondent tous deux le premier journal médical de la Nouvelle Angleterre, The New England Journal of Medicine and Surgery and the Collateral Branches of Science, une revue trimestrielle dont le premier numéro sort en janvier 1812. John Collins Warren devient son principal bailleur de fonds en 1828 : la revue fusionne avec le Boston Medical Intelligencer, sous le nom de Boston Medical and Surgical Journal publié tous les mardis pendant un siècle. En 1928, cette revue prend le titre définitif The New England Journal of Medicine .
En 1816, John C. Warren est le premier doyen de la Harvard Medical School jusqu'en 1819 en organisant le déplacement de l'école de Cambridge à Boston. 
En 1847, à l'occasion de sa retraite universitaire, il lègue à l'école sa collection personnelle de spécimens anatomiques et pathologiques assemblés tout au long de sa vie et une somme de 5000 $. Cette donation est à l'origine du Musée Anatomique Warren (en).  
En 1849, il est élu président (1849-1850) de l'American Medical Association fondée en 1847. 
Il garde son poste de chirurgien hospitalier jusqu'en 1853 et continue de donner des consultations jusqu'à deux semaines avant sa mort survenue le 4 mai 1856. 

## Distinctions
- membre de la Massachusetts Medical Society ;
- membre de la Boston Society of Natural History ;
- membre de l'Anthology Club (en), une société littéraire de Boston.

## Travaux

### Anesthésie
Warren intervient deux fois dans les origines de l'anesthésie chirurgicale. D'abord en organisant au Massachusetts General Hospital le 20 janvier 1845, une démonstration d'extraction dentaire sous inhalation d'oxyde nitreux (N2O) par le dentiste Horace Wells. Le gaz ne fut pas administré suffisamment (il fallait de fortes concentrations excluant l'air inspiré) et la démonstration échoua, l'extraction dentaire restant douloureuse. Warren n'y croyait pas, car si l'on excluait l'air, alors c'était le patient anesthésié qui risquait l'asphyxie, ce qui discrédita la thèse de Wells sur l’oxyde nitreux comme anesthésique.
Il fallait un agent anesthésique actif à de plus faibles concentrations dans l'air inspiré, ce qui devait produire une insensibilité sans asphyxie. Le 30 septembre 1846, le dentiste William Thomas Green Morton réussit une extraction dentaire totalement indolore par inhalation d'éther sulfurique ou éther diéthylique. Restait à savoir si ce coma induit (de type« ivre mort ») pouvait être suffisamment durable et sans danger pour des interventions chirurgicales plus importantes.

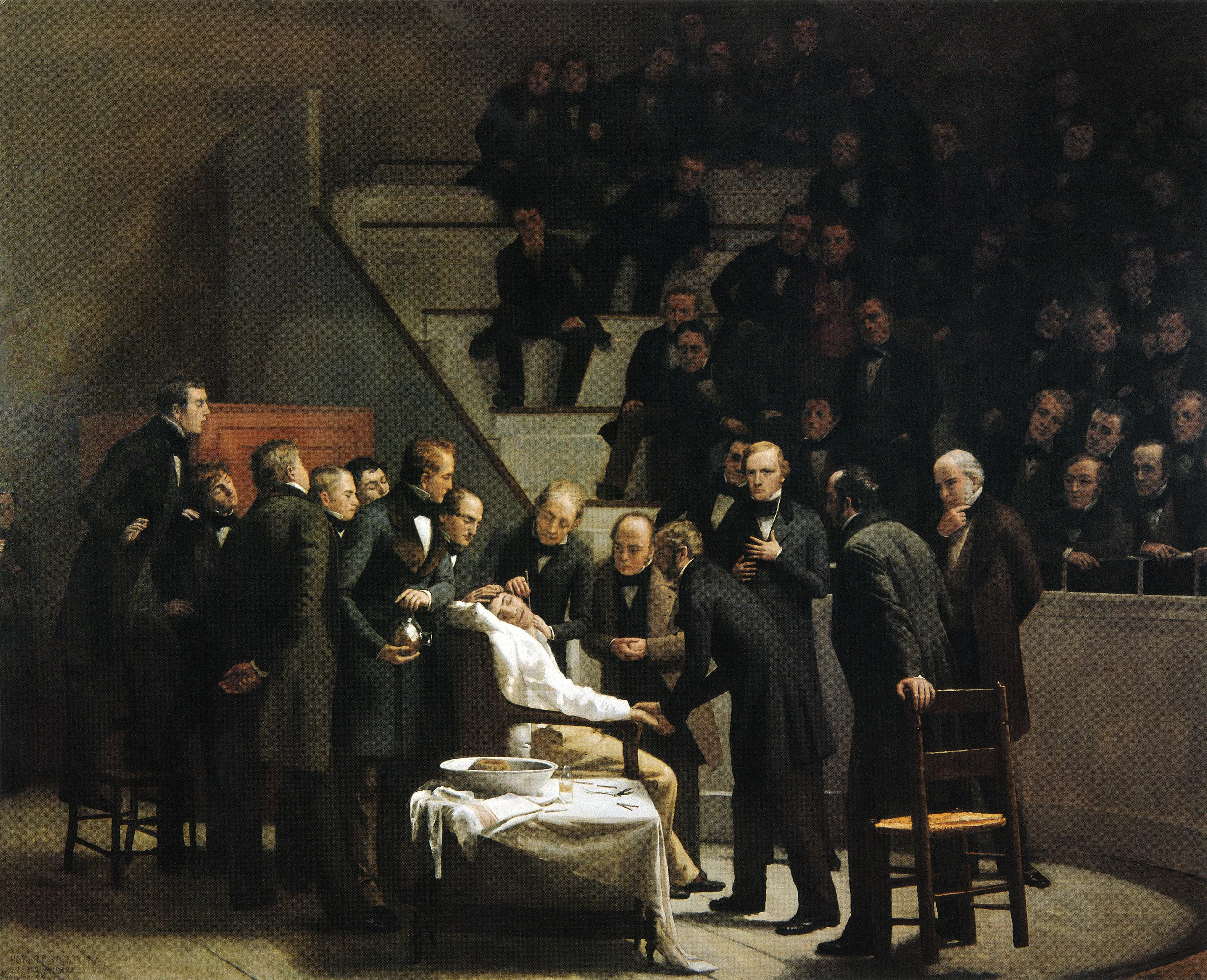
La première opération sous éther, le 16 octobre 1846, par dans les années 1880.

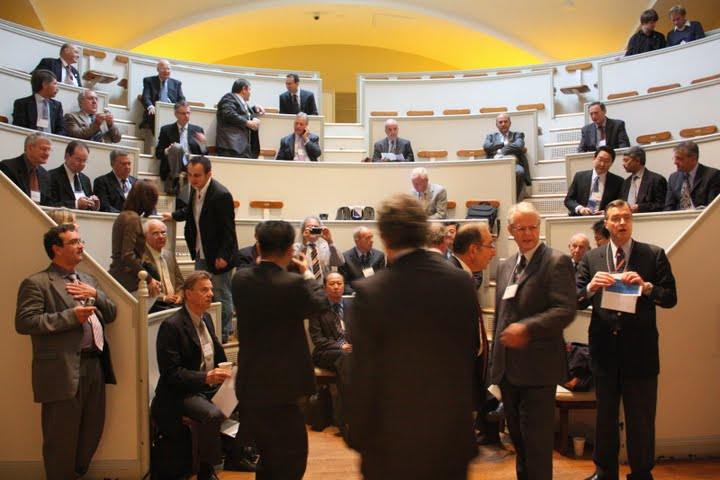
Une réunion à lEther Dome en 2007.

Warren accepte une nouvelle fois d’effectuer une démonstration publique. Le 16 octobre 1846, il opère lui-même un patient atteint d'une malformation vasculaire congénitale du cou, sous anesthésie à l'éther sulfurique administrée par Morton. Après une intervention réussie de dix minutes, où le patient est resté apparemment inconscient, Warren se serait exclamé :  « Gentlemen ! This is no humbug ! » (Messieurs ! Ceci n'est pas un canular !). 
La célèbre déclaration « no humbug » a été mise en doute, car on ne la retrouve pas dans les témoignages de l'époque. Elle apparait en 1859 dans une biographie de Morton Trials of a Public Benefactor par Nathan Payson Rice, et trois témoins oculaires de l'opération ne l'ont signalé que 50 ans plus tard en 1896. Quoique plausible, cette proclamation serait plutôt un mythe de fondation, celle de l'anesthésiologie.
Warren comprends rapidement les avantages remarquables offerts par l'éther dans les procédures chirurgicales. Trois semaines plus tard, le 7 novembre 1846, Warren pratique une amputation de jambe (une intervention majeure pour l'époque) sur une patiente anesthésiée par Morton. C'est à cette occasion que le « secret » de Morton (l'éther sulfurique) est rendu public. Warren se fait le chantre de « l'étherisation » à travers ses travaux et publications. 
L'amphithéâtre chirurgical du Massachusetts General Hospital où se déroulèrent les premières opérations sous anesthésie, existe toujours sous le nom de «Ether Dome (en)». Le 16 octobre est devenu l'Ether Day ou journée mondiale de l'anesthésie.

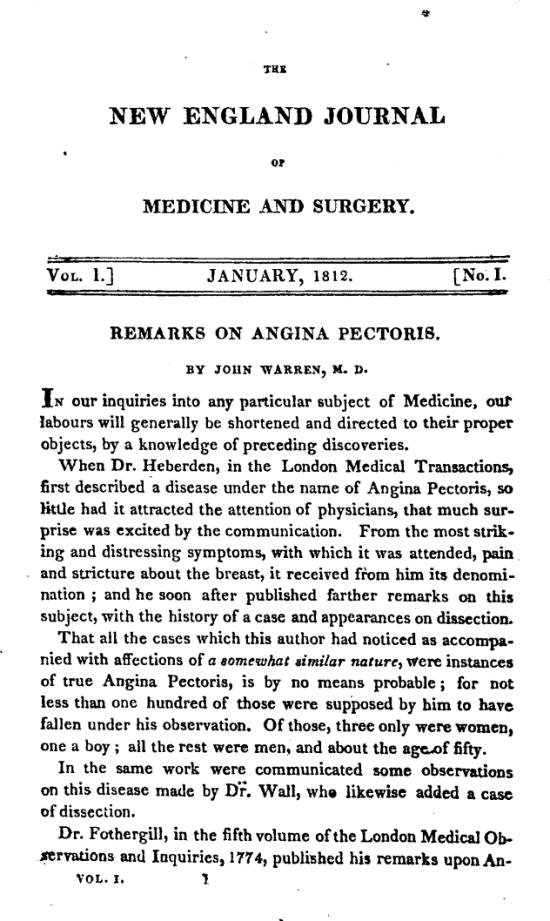
Premier numéro du New England Journal, janvier 1812. L'article de Warren traite de l'angine de poitrine.

### Pathologie générale
John Collins Warren est considéré comme la figure chirurgicale la plus importante de la période ante bellum des États-Unis. Très respecté en son temps dans les affaires publiques, il joue un rôle considérable dans le promotion de l'anatomie pathologique, notamment en reliant l'hôpital qu'il avait fondé à l'école de médecine fondée par son père. Dans ce contexte, deux de ses travaux sont importants :
- Cases of Organic Diseases of the Heart (1809). Influencé par Corvisart, Warren s'intéresse aux manifestations cliniques des maladies cardiaques corrélées à l'anatomie pathologique du cœur. Il décrit en détail la maladie qui emporta le gouverneur du Massacchusetts James Sullivan (1744-1808). Warren n'a pas encore à sa disposition le stéthoscope qui sera inventé par Laennec, mais il donne les principales manifestations de l'insuffisance cardiaque. Dans le cas de Sullivan, il les relie aux résultats d'autopsie : rétrécissement aortique, sténose mitrale, artères coronaires « ossifiées »[3].
- Surgical Observations on Tumors, with Cases and Operations (1837). L'ouvrage de 607 pages et 16 planches, la plupart en couleur, est dédicacé à Astley Cooper ; il couvre l'ensemble des tumeurs opérables de l'époque[12].

Comme Philibert Roux l'avait fait en France (1819), John Collins Warren réalise en 1828 une staphylorraphie ou suture de fente palatine.

### Anthropologie raciale
Au tournant du XIXe siècle, le débat sur les origines de l'humanité et sur la diversité des types humains se poursuit. Il oppose les partisans du monogénisme (origine unique, compatible avec une interprétation stricte de la Bible) à ceux du polygénisme (origines multiples où Dieu a créé séparément chaque race). John Collins Warren restera monogéniste toute sa vie, mais il s'intéresse à la question raciale.  Ses opinions en anthropologie raciale sont complexes, changeantes et contradictoires selon les périodes de sa vie.
En 1820, il décrit cinq races ou variétés humaines : caucasienne, mongole ou tartare, péruvienne (indigènes d'Amérique centrale et du Sud), américaine (indigènes d'Amérique du Nord), africaine, mais en considérant qu'il n'existe pas de lignes frontières pour les distinguer avec précision. Il prend en compte l'environnement éducatif et sociopolitique pour juger l'intelligence des noirs, estimant par exemple que si la nouvelle république d'Haïti peut maintenir son indépendance, « la race Africaine pourra avoir toute sa place dans le monde civilisé ».
À partir de 1829, et de ses travaux sur sa collection de crânes et de squelettes, ses idées évoluent. Il donne des cours sur l'angle facial de chaque race. Les différences d'angle facial sont vues comme des marqueurs d'intelligence, ce qui permet à Warren d'établir une hiérarchie raciale : au plus haut les européens ou caucasiens, au plus bas les africains ou nègres.
En octobre 1830, un éditorial non signé du Boston Medical and Surgical Journal assume le suprémacisme blanc sur le plan politique et moral en affirmant que « Dans les pays où l'esclavage des noirs est aboli, leur situation ne parait guère meilleure, voire pas du tout, que lorsqu'ils sont considérés comme la propriété d'autrui ».

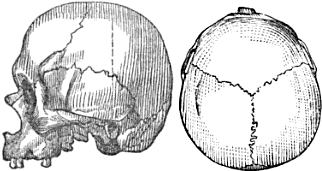
«Crâne mongoloïde d'un Mound Builder indien américain », illustration de Types of Mankind (1855) de.

En 1837 et 1842, Warren publie le résultat de ses recherches sur les crânes américains et leurs origines. Il y a eu en Amérique du Nord, un groupe d'américains technologiquement supérieur, les bâtisseurs de tumulus ou Mound Builders « très différents de par leur crâne de celui des américain indigènes » de son temps. Le groupe supérieur des Mound Indians se serait déplacé vers l'ouest sous la pression conquérante du groupe inférieur des Indians Americans de l'est à une époque indéterminée. En 1847, lorsque Warren lègue sa collection de crânes à la Harvard Medical School, les étudiants ont accès à plus de 150 crânes humains classés par race et par nations,.
Selon Willoughby, l'histoire des premières collections de crâne (XVIIIe siècle- première moitié du XIXe siècle) a été un sujet d'histoire de l'anthropologie plutôt que celle de la médecine. Ce faisant les historiens ont créé une division artificielle basée sur la séparation anthropologie/médecine au tournant du XXe siècle (professionnalisation de disciplines scientifiques se séparant de la médecine). Le fait que le racisme scientifique faisait partie intégrante de l'enseignement médical au XIXe siècle dans un contexte d'expansion coloniale aurait été négligé ou sous-estimé par les historiens. Les idées raciales de Warren seraient à replacer dans un cadre de justification politique et morale d'un impérialisme. Par exemple, la conquête de l'Ouest aux dépens des natifs américains se justifie par la supériorité blanche et le fait que ces natifs auraient fait de même avec les Mound builders,.

## Autres publications

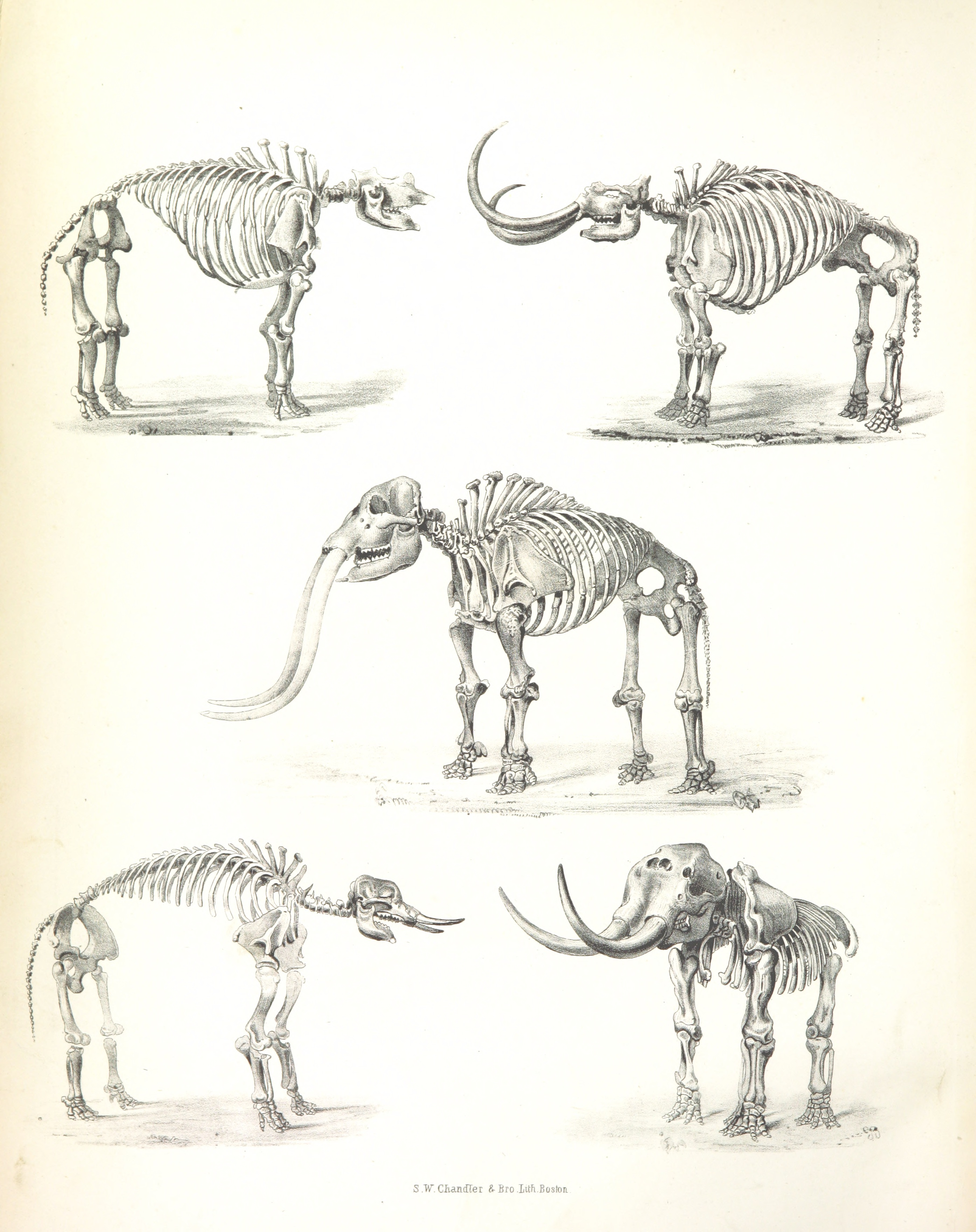
Planche du The Mastodon giganteus of North America (1855) de John Collins Warren.

- Description of an Egyptian mummy, presented to the Massachusetts General Hospital: with an account of the operation of embalming in ancient and modern times. Date incertaine.
- A comparative view of the sensorial and nervous systems in men and animals. Boston, J. W. Ingraham, 1822.
- The preservation of health. With remarks on constipation, old age, use of alcohol in the preparation of medicines. Boston, Ticknor, Reed and Fields, 1854.
- Remarks on some fossil impressions in the sandstone rocks of Connecticut River. Boston, Ticknor and Fields, 1854.
- The Mastodon giganteus of North America. seconde édition enrichie. Boston, Wilson, 1855